# Ostatni Mohikanin (film 1987)
Ostatni Mohikanin (ang. The Last of the Mohicans) – australijski film animowany z 1987 roku wyprodukowany przez Burbank Films Australia. Animowana adaptacja powieści o tej samej nazwie Jamesa Fenimore’a Coopera.

## Fabuła
Sokole Oko – biały wychowany przez Indian, przez miłość do Cory – córki  amerykańskiego generała, zmuszony jest zmienić swoje dotychczasowe życie.

## Wersja polska
Wersja wydana w serii Najpiękniejsze baśnie i legendy na DVD z angielskim dubbingiem i polskim lektorem.
- Dystrybucja: Vision